# Parti républicain-socialiste
Pour les articles homonymes, voir Parti socialiste, Parti républicain et Parti républicain socialiste français.
Le Parti républicain-socialiste (PRS) est un parti politique français de la Troisième République qui a existé sous des formes diverses de 1911 à 1935. Il a été fondé par des « socialistes indépendants » qui refusaient de s'intégrer au Parti socialiste unifié-Section française de l'internationale ouvrière (ou SFIO) créée en 1905 grâce à un compromis entre Jules Guesde et Jean Jaurès.
Le parti républicain-socialiste, qui se situait entre la SFIO et le parti radical-socialiste, était un parti socialiste réformiste (donc non marxiste) avec le postulat de concilier le capital et le travail. Un de ses personnages emblématiques, René Viviani, fut le premier ministre du Travail de l'histoire politique française en 1906.
Le PRS n'a cependant pas pu surmonter une double contradiction :
- une contradiction idéologique dans un contexte politique où les clivages se trouvaient très tranchés. Le parti était divisé entre une droite, proche idéologiquement des radicaux, qui défendait le compromis avec les modérés et l'équilibre entre le Capital et le Travail, et une gauche plus proche des socialistes qui, sans nier la nécessaire collaboration des classes et sans défendre un socialisme révolutionnaire, prônait des mesures sociales graduelles allant dans le sens d'une amélioration des conditions de vie des travailleurs.
- une contradiction organisationnelle dans l'impossible conciliation entre une volonté de structuration forte, à l'image de la SFIO, et une aspiration tout aussi forte à l'indépendance de la part des personnalités marquées du groupe parlementaire (dans la tradition des socialistes indépendants).

Prototype du parti politique moderne, le PRS n'a pu éviter son naufrage en 1934, et l'intégration de ses derniers éléments à l'Union socialiste républicaine (USR) en dépit d'une tentative de reformation en 1945 au sein du Rassemblement des gauches républicaines sous l'égide d'Alexandre Varenne, d'Henry Torrès et de Jacques de Chammard.

## Fondements idéologiques
L'idéologie du PRS peut être résumée par ce texte datant de 1924 :  « Le Parti républicain socialiste est résolument réformiste. Notre parti estime que les réformes ne peuvent être considérées que comme des étapes dans une société qui est et sera en perpétuelle transformation. »
La plupart des membres du PRS sont également, comme la quasi-totalité des militants de gauche de l'époque, fortement anticléricaux.

## Historique

### 1898-1910: rejet de l'unité socialiste
L'origine du Parti républicain-socialiste se trouve dans l'existence d'une fraction non négligeable de socialistes, et notamment de parlementaires, qui ne se retrouvent pas dans la démarche d'unification qui aboutit en 1905 à la création de la SFIO.
Les raisons sont de deux ordres : d'une part, une opposition idéologique aux thèses du parti unifié, fortement influencées par le guesdisme et l'idée révolutionnaire, alors que les socialistes « indépendants » se voient plus comme l'aile la plus avancée de la famille républicaine, et d'autre part la discipline plutôt stricte au vu des normes parlementaires de l'époque, exigée des élus SFIO vis-à-vis des décisions des instances du parti.
Après les élections législatives de 1906, les députés socialistes « indépendants » sont au nombre de 26, soit la moitié des effectifs du groupe socialiste SFIO. Trois figures s'en dégagent : Victor Augagneur, le maire de Lyon, Alexandre Millerand et Aristide Briand, rejoints en 1907 par René Viviani.
En 1907, certains de ces socialistes « indépendants » tentent de constituer un véritable parti. Ils reprennent le nom de l'ancien parti jaurésien, fusionné dans la SFIO, le « Parti socialiste français ». Mais le résultat est faible : pas de vrai chef de file, les principales figures du socialisme indépendant ne le rejoignant pas, un groupe parlementaire maigre (16 députés), peu de militants (entre 1 000 et 2 000).  Les limites de l'expérience sont vite atteintes et le besoin d'une autre structuration apparaît.

### 1910-1914: nouveau parti
Dès 1910, un groupe parlementaire vit le jour : les "socialistes parlementaires" prirent le nom de "républicains-socialistes". Dans sa Déclaration (7 juin), le nouveau groupe exposait ses principes : il se revendiquait "résolument et exclusivement réformiste". « C'est seulement sous une forme collective que (dans l'industrie) peut être poursuivie l'accession de tous à la propriété ». Une identité clairement socialiste, républicaine et réformiste. Une association nommée Parti républicain-socialiste, et s'appuyant sur ce groupe parlementaire, est déclarée dans la rubrique Associations du Journal officiel le 8 octobre 1910.
Ensuite, le groupe se dote d'un quotidien, La Bataille, publié pour la première fois le 24 décembre 1910, dont la rédaction était assurée par neuf députés. Le journal était dirigé par un riche avocat parisien, Charles Briand. Le 28 mars 1911, le journal publia un éditorial qui devint la charte du parti jusqu'en 1926 : "Notre programme. Républicains-socialistes". 
Enfin, les 9 et 10 juillet 1911, 300 délégués (représentant sans doute 6 000 militants), en présence de 13 députés, transformèrent le Parti républicain-socialiste en un véritable parti politique à l'occasion de la conférence interfédérale à Paris du PRS réunissant le Groupe Républicain Socialiste (RS) de la Chambre des députés et le Parti socialiste français (PSF).

### 1914-1923: éclatement
L'unité du nouveau parti ne dure cependant guère. Les oppositions internes se font jour sur chaque sujet important : le groupe parlementaire se divise sur la candidature de Raymond Poincaré à la présidence de la République en 1913, de même sur la question du mode de scrutin, entre les tenants de la proportionnelle et ceux favorables au scrutin majoritaire dit « d'arrondissement », et encore sur la loi des Trois ans.
Globalement, deux factions apparaissent : l'une derrière Aristide Briand (Alexandre Millerand, Anatole de Monzie, Adolphe Landry), l'autre derrière Victor Augagneur (Joseph Paul-Boncour, Maurice Viollette, Paul Painlevé).
En novembre 1913, le congrès national, tenu à Grenoble, aboutit à une scission le 8 février 1914 de la deuxième faction, qui fonde un nouveau parti, qui prend le même nom, et qui est dirigé par Viollette et Georges Étienne. Le PRS de Briand intègre la Fédération des gauches dans la perspective des élections législatives de 1914 et obtient 9 députés qui siègent dans le groupe Union républicaine radicale et socialiste. Le PRS d'Augagneur, quant à lui, maintient le groupe Républicain socialiste avec 23 élus.
Mais les deux partis « républicains socialistes », très affaiblis, disparaissent à la fin de l'année 1914. Ne subsiste plus alors que le groupe parlementaire du même nom. C'est un retour à la case départ.
Après les élections législatives de 1919, ce groupe subsiste, avec 26 élus, mais purgé de ses éléments les plus favorables à la droite, qui ont souvent été candidats sur les listes du Bloc national (Augagneur, Millerand, Jacques Prolo, Alexandre Zévaès) : moins de la moitié des « nouveaux » républicains-socialistes étaient membres du groupe sortant.
En juin 1919, une première tentative de relance du Parti avait été lancée par des cadres intermédiaires, sans soutien d'aucun parlementaire. Un congrès se tient à Paris, mais ne rassemble que quelques dizaines de délégués, dont les démarches tournent court.

### 1923-1928: seconde vie du parti
Le parti est refondé lors du congrès de Marseille (14-15 avril 1923). Paul Painlevé en devient son président d'honneur tandis que Georges Étienne est désigné comme secrétaire général du parti. Louis Antériou, Maurice Viollette et Paul Painlevé animent la vie du parti, celui-ci retrouvant ainsi un visage proche de celui de 1912. D'ailleurs, la géographie de son implantation militante est assez proche : la Seine, la Loire, les Bouches-du-Rhône, le Gard et la Marne. Néanmoins, le nombre d'adhérents demeura longtemps inférieur à ce qu'il était en 1912. Il faut attendre la fusion avec le parti socialiste français (30 avril 1926) pour que le parti retrouve 9 000 militants. Il prend alors le nom de parti républicain-socialiste et socialiste français. Notons que cette fusion avait été précédée par un rapprochement entre les députés des deux groupes pour former un groupe commun à la chambre des députés (juin 1924). Vrai parti de militants (et non club d'élus à l'image du parti républicain-socialiste), plus jeune, plus authentiquement socialiste que son aîné, le parti socialiste français apporta au parti républicain-socialiste du sang neuf. En 1926, le groupe parlementaire dispose de 43 députés. Deux présidents du Conseil, Aristide Briand et Paul Painlevé, en sont issus. Cet âge d'or correspond à sa participation à l'expérience du Cartel des gauches. 
L'échec du Cartel conduisit à des dissensions au sein du parti, notamment entre les élus (spécialement les ministres) d'une part et les militants d'autre part. La participation du parti au gouvernement d'Union nationale autour de Raymond Poincaré indigna une partie des militants, Georges Étienne et certains députés tels que Georges Boully ou encore Frédéric Brunet. Une forte minorité de militants, l'immense majorité des élus (Briand, Painlevé, Antériou, Viollette, Hennessy) acceptèrent le principe de l'Union nationale. Cette opposition entre une aile droite et une aile gauche aboutit à la scission progressive du parti républicain-socialiste et socialiste français après le congrès de Paris (2-4 décembre 1927) donnant ainsi naissance à un nouveau parti républicain-socialiste le 20 mai 1928 (autour de Maurice Viollette), ce dernier rassemblant des hommes plus portés au compromis et aux alliances, et un nouveau parti socialiste français le 6 décembre 1929 (dirigé par Georges Etienne et Anatole de Monzie).

### 1928-1935: années de crise et disparition
Subsistent donc deux partis d'inspiration républicaine-socialiste : celui de Georges Étienne, qui reprend la vieille appellation de Parti socialiste français, de l'autre celui de Viollette, qui garde le nom de républicain-socialiste. Aucun des deux, cependant, ne parvient à réellement exister, et ce courant politique n'a de consistance qu'au travers de son groupe parlementaire, c'est-à-dire de personnalités proches mais très indépendantes les unes des autres.
Ils disparaissent le 3 novembre 1935, le PRS de Violette et le PSF d'Étienne fusionnent avec les « néo-socialistes » du Parti socialiste de France-Union Jean Jaurès de Renaudel exclus de la SFIO en 1933, pour donner naissance à l'Union socialiste républicaine.

## Personnalités

### Dirigeants
- Georges Étienne
- Jacques Prolo
- Georges Buisson
- Alexandre Zévaès

### Parlementaires
- Gabriel Abbo
- Jean-Victor Augagneur
- Édouard Bovier-Lapierre (ministre des Pensions du gouvernement Herriot de 1924 à 1925)
- Raoul Brandon
- Jules-Louis Breton
- Aristide Briand
- Gratien Candace (sous-secrétaire d'État aux Colonies dans le troisième cabinet Herriot de 1932-1933 puis dans le cabinet Joseph Paul-Boncour en 1933)
- Henri Fiori
- Charles Guilhaumon
- Lucien Lecointe
- Alexandre Millerand
- Anatole de Monzie
- Vincent de Moro-Giafferri
- Paul Painlevé
- Joseph Paul-Boncour
- Gaston Poittevin
- Camille Riffaterre
- Henri Triballet
- Maurice Viollette
- René Viviani

### Autres membres
- Moïse Offenstadt

## Organisation

### Instances dirigeantes
- Fédérations départementales (35 en 1911)
- Comité exécutif (15 membres)
- Commission administrative (9 membres)
- Congrès annuel